# Коллонж-ле-Беви
Колло́нж-ле-Беви́ (фр. Collonges-lès-Bévy) — коммуна во Франции, находится в регионе Бургундия. Департамент коммуны — Кот-д’Ор. Входит в состав кантона Жевре-Шамбертен. Округ коммуны — Дижон.
Код INSEE коммуны — 21182.

## Население
Население коммуны на 2010 год составляло 94 человека.
| 1962 | 1968 | 1975 | 1982 | 1990 | 1999 | 2010 |
| ---- | ---- | ---- | ---- | ---- | ---- | ---- |
| 69   | 59   | 57   | 55   | 70   | 78   | 94   |

## Экономика
В 2010 году среди 62 человек трудоспособного возраста (15—64 лет) 56 были экономически активными, 6 — неактивными (показатель активности — 90,3 %, в 1999 году было 74,0 %). Из 56 активных жителей работали 49 человек (26 мужчин и 23 женщины), безработных было 7 (4 мужчины и 3 женщины). Среди 6 неактивных 3 человека были учениками или студентами, 0 — пенсионерами, 3 были неактивными по другим причинам.